# 印度太平洋星衫魚
印度太平洋星衫魚（学名：Astronesthes indopacificus）为輻鰭魚綱巨口鱼目巨口鱼科的其中一種。分布于印度太平洋區的熱帶海域，為深海魚類，棲息深度100-3178公尺，體長可達21公分。

## 扩展阅读
維基物種上的相關：印度太平洋星衫魚